# المحتال (مسلسل)
المحتال (بالتركية: Kalpazan)‏ هو مسلسل درامي وجريمة تركي عرض لأول مرة في 21 أكتوبر 2024. من إنتاج أو ثري ميديا، وإخراج أوغور كارا أصلان، وتأليف سما علي إيرول، ماهر إيرول، عائشة نور جوك، توركولر أوزغول. بطولة تيموشين إيسن
وتشاغلار أرطغرل ودينيز بايسال وشكران أوفالي.

## قصة مسلسل
آدم (تيموسين إيسن) رجل مستقيم يعمل كضابط في دار سك العملة. تنقلب حياته رأسًا على عقب عندما يفاجئه ابنه أردا بأمر غير متوقع. هذا الحدث الذي يبدو بريئًا يؤدي إلى سلسلة من الانهيارات في حياة آدم، تفقده وظيفته وزوجته كانان (شكران أوفالي) وحتى علاقته بابنه. تتعقد الأمور أكثر عندما يدخل شقيقه كارتال (جاغلار أرطغرل)، صاحب الكاريزما والجاذبية ولكنه أيضًا محتال بارع، في حياته خلال هذه الفترة الصعبة. وبينما يتورط الشقيقان في تحديات ضد القانون، تظهر الشرطة عائشة (دينيز بايسال) كشخصية محورية تسعى لوقفهما. بشكل غير متوقع، يلتقي كارتال بعائشة ويقع في حبها، مما يؤدي إلى تغيير في مسار الأحداث وقلب الموازين.

## وصلات خارجية
- المحتال على موقع IMDb (الإنجليزية)
- المحتال على موقع قاعدة بيانات الفيلم (الإنجليزية)